# Sochinsogonia sobria
Sochinsogonia sobria är en insektsart som beskrevs av Young 1986. Sochinsogonia sobria ingår i släktet Sochinsogonia och familjen dvärgstritar. Inga underarter finns listade i Catalogue of Life.